# Alexis Jordan (chanteuse)
Pour les articles homonymes, voir Alexis Jordan et Jordan.
Alexis Jordan est une chanteuse américaine née le 7 avril 1992 à Columbia en Caroline du Sud.

## Biographie
Alexis Jordan a débuté comme concurrente de la première saison de America Got Talent en 2006. Après avoir été éliminée de l'émission, elle a commencé à télécharger des reprises sur YouTube, visionnées plusieurs millions de fois. Cette exposition a attiré l'attention de l'équipe de production norvégienne Stargate et de rappeur américain Jay-Z, qui l'ont faite signer sur leur label StarRoc / Roc Nation. Son premier single, Happiness, sorti en septembre 2010, a atteint le numéro un en Norvège et aux Pays-Bas, et est également entré dans le top 3 en Australie et au Royaume-Uni. Son premier album Alexis Jordan est sorti le 25 février 2011.

## Discographie

### Singles
- 2010 : Happiness
- 2011 : Good Girl
- 2011 : Hush Hush
- 2011 : How You Like Me Now
- 2011 : Got 2 Luv U (avec Sean Paul)
- 2013 : Acid Rain

## Filmographie
- 2011 : Dance Battle: Honey 2 (Honey 2) de Bille Woodruff : elle-même